# Jonas Knutsen
Jonas Knutsen (* 2. April 1993 in Oslo) ist ein ehemaliger norwegischer Eishockeyspieler, der im Verlauf seiner aktiven Karriere zwischen 2008 und 2017 unter anderem für Vålerenga Oslo in der norwegischen GET-ligaen auf der Position des Centers gespielt hat.

## Karriere
Knutsen entstammt dem Nachwuchs von Manglerud Star, wo er bis 2009 spielte. Anschließend wechselte er nach Schweden und spielte dort jeweils ein Jahr für den U18- und U20-Nachwuchs von IF Björklöven und Timrå IK. Nachdem er im CHL Import Draft 2011 in der ersten Runde an 15. Stelle von den Prince Albert Raiders aus der Western Hockey League (WHL) ausgewählt worden war, wechselte er im September dorthin. Er verbrachte zwei Jahre in Nordamerika, ehe er in sein Heimatland zurückkehrte. Nachdem er dort vier Jahre für Vålerenga Oslo gespielt und im Jahr 2014 die Vizemeisterschaft mit dem Team gewonnen hatte, beendete er im Sommer 2017 im Alter von 24 Jahren seine aktive Karriere.

### International
Knutsen spielte für sein Heimatland bei der U18-Junioren-Weltmeisterschaft der Division I 2010 und nach dem geglückten Aufstieg bei der U18-Junioren-Weltmeisterschaft 2011. In der höheren Altersklasse war er bei den U20-Junioren-Weltmeisterschaft der Division IA der Jahre 2012 und 2013 aktiv. Im Jahr 2012 wurde er mit dem Deutschen Tobias Rieder bester Torschütze des Turniers, als er fünf Treffer erzielte.

## Erfolge und Auszeichnungen
- 2014 Norwegischer Vizemeister mit Vålerenga Oslo

### International
- 2010 Aufstieg in die Top-Division bei der U18-Junioren-Weltmeisterschaft der Division I
- 2012 Bester Torschütze der U20-Junioren-Weltmeisterschaft der Division IA (gemeinsam mit Tobias Rieder)
- 2013 Aufstieg in die Top-Division bei der U20-Junioren-Weltmeisterschaft der Division IA

## Karrierestatistik

### International
Vertrat Norwegen bei:
- U18-Junioren-Weltmeisterschaft der Division I 2010
- U18-Junioren-Weltmeisterschaft 2011
- U20-Junioren-Weltmeisterschaft der Division IA 2012
- U20-Junioren-Weltmeisterschaft der Division IA 2013

(Legende zur Spielerstatistik: Sp oder GP = absolvierte Spiele; T oder G = erzielte Tore; V oder A = erzielte Assists; Pkt oder Pts = erzielte Scorerpunkte; SM oder PIM = erhaltene Strafminuten; +/− = Plus/Minus-Bilanz; PP = erzielte Überzahltore; SH = erzielte Unterzahltore; GW = erzielte Siegtore; 1 Play-downs/Relegation; Kursiv: Statistik nicht vollständig)